# Aleksandr Pjankow
Aleksandr Pietrowicz Pjankow (ros. Александр Петрович Пьянков, ur. 21 października?/3 listopada 1915 w Dobriance, zm. 27 lipca 1988 w Moskwie) – radziecki lotnik wojskowy, pułkownik, Bohater Związku Radzieckiego (1939).

## Życiorys
Urodził się w rodzinie robotniczej. W 1933 ukończył szkołę uniwersytetu fabryczno-zawodowego, pracował jako ślusarz w zakładach metalowych w Dobriance, od 1933 do 1935 studiował na Uniwersytecie Permskim, ukończył aeroklub. Od 1935 służył w Armii Czerwonej, w 1937 ukończył wojskową szkołę lotniczą w Borisoglebsku i został młodszym lotnikiem i później dowódcą klucza. W 1939 został przyjęty do WKP(b). Od 23 maja do 16 września 1939 brał udział w bitwie nad Chałchin-Goł z Japończykami. Jako dowódca klucza 22 pułku lotnictwa myśliwskiego Brygady Lotnictwa Myśliwskiego 1 Grupy Armijnej w stopniu porucznika wykonał 101 lotów bojowych i stoczył 16 walk powietrznych, w których strącił 4 japońskie samoloty i zadał wrogowi duże straty w sile żywej i technice. Po ataku Niemiec na ZSRR walczył na froncie jako zastępca dowódcy eskadry i zastępca dowódcy pułku lotnictwa myśliwskiego, biorąc udział w walkach na Froncie Południowo-Zachodnim i Krymskim. 9 października 1941 został ciężko ranny w walce. Po wyjściu ze szpitala był instruktorem lotniczym Sił Powietrznych Armii Czerwonej, później Zarządu Sił Powietrznych Syberyjskiego Okręgu Wojskowego. W 1948 ukończył Akademię Wojskowo-Powietrzną, a w 1957 Wojskową Akademię Sztabu Generalnego, dowodził pułkiem lotnictwa myśliwskiego i brygadą lotnictwa myśliwskiego. W 1960 został zwolniony do rezerwy. W 1967 ukończył studia na Wydziale Fizycznym Moskiewskiego Uniwersytetu Państwowego im. Łomonosowa, pracował w jednym z instytutów naukowo-badawczych. Został pochowany na Cmentarzu Kuncewskim.

## Odznaczenia
- Złota Gwiazda Bohatera Związku Radzieckiego (17 listopada 1939)
- Order Lenina
- Order Czerwonego Sztandaru
- Order Wojny Ojczyźnianej I klasy
- Order Wojny Ojczyźnianej II klasy
- Order Czerwonej Gwiazdy
- Order Czerwonego Sztandaru (Mongolska Republika Ludowa)

I medale.